# 2019-es japán TCR-szezon
A  2019-es japán TCR-szezon volt a Japán TCR-bajnokság első évada. A széria a japán Super Formula bajnoksággal szerepelt közös hétvégéken.

## Csapatok és versenyzők
A széria hivatalos gumiabroncs beszállítója a Yokohama.
| Csapat                                                                    | Autó                         | #   | Versenyző          | Kat. | Fordulók | Forrás |
| ------------------------------------------------------------------------- | ---------------------------- | --- | ------------------ | ---- | -------- | ------ |
| Team GOH Models                                                           | Honda Civic Type R TCR (FK8) | 5   | Kanamaru Jú        |      | Összes   | [ 3 ]  |
| Nilzz Racing                                                              | Audi RS 3 LMS TCR            | 7   | Makinó Dzsun       | G    | Összes   | [ 3 ]  |
| Adenau                                                                    | Volkswagen Golf GTI TCR      | 10  | Szató Dzsun        | G    | Összes   | [ 3 ]  |
| Adenau                                                                    | Volkswagen Golf GTI TCR      | 30  | Philippe Devesa    | G    | 5        | [ 4 ]  |
| KCMG                                                                      | Honda Civic Type R TCR (FK8) | 18  | Matthew Howson     |      | Összes   | [ 5 ]  |
| KCMG                                                                      | Honda Civic Type R TCR (FK8) | 22  | Paul Ip            | G    | 3–5      | [ 6 ]  |
| KCMG                                                                      | Honda Civic Type R TCR (FK8) | 72  | Tanigucsi Jukinori | G    | Összes   | [ 3 ]  |
| Birth Racing Project HITMAN ANDARE Birth Racing Project RN Sport Audi Mie | Volkswagen Golf GTI TCR      | 19  | 'Hirobon'          | G    | Összes   | [ 3 ]  |
| Birth Racing Project HITMAN ANDARE Birth Racing Project RN Sport Audi Mie | Audi RS 3 LMS TCR            | 190 | Ueda Maszajuki     | G    | Összes   | [ 3 ]  |
| Hitotsuyama Racing                                                        | Audi RS 3 LMS TCR            | 21  | Sinohara Takuró    |      | 1–4      | [ 3 ]  |
| Hitotsuyama Racing                                                        | Audi RS 3 LMS TCR            | 101 | Nakahara Hideki    | G    | 3        | [ 7 ]  |
| PURPLE RACING                                                             | Audi RS 3 LMS TCR            | 23  | 'Yoshiki'          | G    | Összes   | [ 3 ]  |
| PURPLE RACING                                                             | Audi RS 3 LMS TCR            | 24  | 'Kenji'            | G    | Összes   | [ 3 ]  |
| Volkswagen Wakayama Chuo RT with TEAM Wakayama                            | Volkswagen Golf GTI TCR      | 25  | Macumotó Takesi    |      | Összes   | [ 3 ]  |
| GO&FUN-SquadraCorse                                                       | Alfa Romeo Giulietta TCR     | 33  | Maedzsima Sudzsi   | G    | Összes   | [ 3 ]  |
| Saitama Toyopet GreenBrave                                                | Volkswagen Golf GTI TCR      | 52  | Micujama Sogó      |      | Összes   | [ 3 ]  |
| 55 Moto Racing                                                            | Alfa Romeo Giulietta TCR     | 55  | 'Mototino'         | G    | Összes   | [ 3 ]  |
| TEAM G/MOTION                                                             | Honda Civic Type R TCR (FK8) | 62  | Sioja Resszu       | G    | Összes   | [ 3 ]  |

| Ikon | Bajnokság            |
| ---- | -------------------- |
| G    | Gentleman versenyzők |

## Versenynaptár és eredmények
A sorozat versenynaptárát 2018. október 27-én tették hivatalosan közzé. A sorozat kizárólag Japánban található helyszíneken versenyzett. Március 26-27-e között a Fuji Speedwayen a széria egy közös szezon előtti hivatalos tesztet is rendezett.
| Forduló | Forduló | Pálya                         | Dátum          | Első rajthely   | Leggyorsabb kör  | Győztes          | Győztes                    | Győztes             |
| Forduló | Forduló | Pálya                         | Dátum          | Első rajthely   | Leggyorsabb kör  | Versenyző        | Csapat                     | Gentleman versenyző |
| ------- | ------- | ----------------------------- | -------------- | --------------- | ---------------- | ---------------- | -------------------------- | ------------------- |
| 1       | 1       | Autopolis                     | május 18.      | Matthew Howson  | Matthew Howson   | Matthew Howson   | KCMG                       | Tanigucsi Jukinori  |
| 1       | 2       | Autopolis                     | május 19.      | Sinohara Takuró | 'Hirobon'        | Kanamaru Jú      | Team GOH Models            | Sioja Resszu        |
| 2       | 3       | Sportsland Sugo               | június 22.     | Sinohara Takuró | Sinohara Takuró  | Micujama Sogó    | Saitama Toyopet GreenBrave | Tanigucsi Jukinori  |
| 2       | 4       | Sportsland Sugo               | június 23.     | Sinohara Takuró | Maedzsima Sudzsi | Maedzsima Sudzsi | GO&FUN-SquadraCorse        | Maedzsima Sudzsi    |
| 3       | 5       | Fuji Speedway                 | július 12.     | Sinohara Takuró | Macumotó Takesi  | Kanamaru Jú      | Team GOH Models            | Maedzsima Sudzsi    |
| 3       | 6       | Fuji Speedway                 | július 13.     | Kanamaru Jú     | Kanamaru Jú      | Kanamaru Jú      | Team GOH Models            | Maedzsima Sudzsi    |
| 4       | 7       | Okayama International Circuit | szeptember 28. | Sinohara Takuró | Sinohara Takuró  | Sinohara Takuró  | Hitotsuyama Racing         | 'Hirobon'           |
| 4       | 8       | Okayama International Circuit | szeptember 29. | Sinohara Takuró | Sinohara Takuró  | Sinohara Takuró  | Hitotsuyama Racing         | Maedzsima Sudzsi    |
| 5       | 9       | Suzuka Circuit                | október 26.    | Kanamaru Jú     | 'Hirobon'        | Kanamaru Jú      | Team GOH Models            | Maedzsima Sudzsi    |
| 5       | 10      | Suzuka Circuit                | október 27.    | Macumotó Takesi | Maedzsima Sudzsi | Matthew Howson   | KCMG                       | 'Hirobon'           |

### A bajnokság végeredménye
Pontrendszer
Kvalifikáció
| Pozíció | 1. | 2. | 3. | 4. | 5. |
| ------- | -- | -- | -- | -- | -- |
| Pont    | 5  | 4  | 3  | 2  | 1  |

Verseny
| Pozíció | 1. | 2. | 3. | 4. | 5. | 6. | 7. | 8. | 9. | 10. |
| ------- | -- | -- | -- | -- | -- | -- | -- | -- | -- | --- |
| Pont    | 25 | 18 | 15 | 12 | 10 | 8  | 6  | 4  | 2  | 1   |

#### TCR japán sorozat
| Szombati TCR japán sorozat | Szombati TCR japán sorozat | Szombati TCR japán sorozat | Szombati TCR japán sorozat | Szombati TCR japán sorozat | Szombati TCR japán sorozat | Szombati TCR japán sorozat | Szombati TCR japán sorozat |
| Poz.                       | Versenyző                  | ATP                        | SUG                        | FUJ                        | OKA                        | SUZ                        | Pont                       |
| -------------------------- | -------------------------- | -------------------------- | -------------------------- | -------------------------- | -------------------------- | -------------------------- | -------------------------- |
| 1.                         | Matthew Howson             | 1                          | 35                         | 64                         | 64                         | 2                          | 88                         |
| 2.                         | Sinohara Takuró            | 2                          | 21                         | 91                         | 1                          |                            | 82                         |
| 3.                         | Kanamaru Jú                | 3                          | 14                         | 15                         | Kiz5                       | 1                          | 75                         |
| 4.                         | Macumotó Takesi            | 5                          | 4>                         | 2                          | 2                          | 133                        | 64                         |
| 5.                         | Micujama Sogó              | 4                          | 13                         | 53                         | 123                        | 14                         | 58                         |
| 6.                         | Maedzsima Sudzsi           | Ni                         | 72                         | 32                         | 72                         | 34                         | 56                         |
| 7.                         | 'Hirobon'                  | 8                          | 6                          | 4                          | 3                          | 4                          | 51                         |
| 8.                         | Tanigucsi Jukinori         | 6                          | 5                          | 4                          | 7                          | 6                          | 44                         |
| 9.                         | Sioja Resszu               | 10                         | 8                          | Ki                         | 5                          | 5                          | 25                         |
| 10.                        | 'Yoshiki'                  | 7                          | 9                          | 11                         | 8                          | 7                          | 18                         |
| 11.                        | Paul Ip                    |                            |                            | 8                          | 13                         | 105                        | 6                          |
| 12.                        | Philippe Devesa            |                            |                            |                            |                            | 8                          | 4                          |
| 13.                        | Ueda Maszajuki             | 9                          | 10                         | 12                         | 10                         | 15                         | 4                          |
| 14.                        | 'Mototino'                 | 11                         | 12                         | 14                         | 9                          | 11                         | 2                          |
| 15.                        | Szató Dzsun                | 12                         | 15                         | 13                         | 15                         | 9                          | 2                          |
| 16.                        | 'Kenji'                    | 13                         | 11                         | 10                         | 11                         | 16                         | 1                          |
| 17.                        | Makinó Dzsun               | 14                         | 13                         | 15                         | 14                         | 12                         | 0                          |
| 18.                        | Nakahara Hideki            |                            |                            | 16                         |                            |                            | 0                          |
| Poz.                       | Versenyző                  | ATP                        | SUG                        | FUJ                        | OKA                        | SUZ                        | Pont                       |

| Vasárnapi TCR japán sorozat | Vasárnapi TCR japán sorozat | Vasárnapi TCR japán sorozat | Vasárnapi TCR japán sorozat | Vasárnapi TCR japán sorozat | Vasárnapi TCR japán sorozat | Vasárnapi TCR japán sorozat | Vasárnapi TCR japán sorozat |
| Poz.                        | Versenyző                   | ATP                         | SUG                         | FUJ                         | OKA                         | SUZ                         | Pont                        |
| --------------------------- | --------------------------- | --------------------------- | --------------------------- | --------------------------- | --------------------------- | --------------------------- | --------------------------- |
| 1.                          | Macumotó Takesi             | 3                           | 25                          | 32                          | 45                          | 21                          | 89                          |
| 2.                          | Kanamaru Jú                 | 13                          | Ki4                         | 1                           | 54                          | 93                          | 77                          |
| 3.                          | Maedzsima Sudzsi            | 8                           | 12                          | 25                          | 2                           | 11                          | 75                          |
| 4.                          | Matthew Howson              | 2                           | 93                          | Ki3                         | 6                           | 1                           | 67                          |
| 5.                          | Micujama Sogó               | 4                           | 3                           | 4                           | 3                           | 6                           | 67                          |
| 6.                          | 'Hirobon'                   | 65                          | 4                           | 5                           | 13                          | 34                          | 48                          |
| 7.                          | Sinohara Takuró             | Ki1                         | Ki1                         | 7                           | 1                           |                             | 46                          |
| 8.                          | Sioja Resszu                | 54                          | 11                          | 15                          | 11                          | 4                           | 24                          |
| 9.                          | 'Yoshiki'                   | 9                           | 5                           | 8                           | 8                           | Ki                          | 20                          |
| 10.                         | 'Kenji'                     | 10                          | 6                           | 11                          | 12                          | 8                           | 13                          |
| 11.                         | Tanigucsi Jukinori          | 7                           | 13†                         | 12                          | 7                           | Ki                          | 12                          |
| 12.                         | Philippe Devesa             |                             |                             |                             |                             | 5                           | 10                          |
| 13.                         | Ueda Maszajuki              | 11                          | 10                          | 10                          | 9                           | 7                           | 10                          |
| 14.                         | Paul Ip                     |                             |                             | 6                           | 14                          | 13                          | 8                           |
| 15.                         | Szató Dzsun                 | 12                          | 7                           | 9                           | 15                          | Ki                          | 8                           |
| 16.                         | 'Mototino'                  | 13                          | 8                           | 14                          | 10                          | 10                          | 6                           |
| 17.                         | Makinó Dzsun                | 14                          | 12                          | 13                          | 16                          | 12                          | 0                           |
| 18.                         | Nakahara Hideki             |                             |                             | 16                          |                             |                             | 0                           |
| Poz.                        | Versenyző                   | ATP                         | SUG                         | FUJ                         | OKA                         | SUZ                         | Pont                        |

| Szín   | Eredmény                                      |
| ------ | --------------------------------------------- |
| Arany  | Győztes                                       |
| Ezüst  | 2. helyezett                                  |
| Bronz  | 3. helyezett                                  |
| Zöld   | Pontot szerzett                               |
| Kék    | Pont nélkül vagy helyezetlenül ért célba (Hn) |
| Lila   | Nem ért célba (Ki)                            |
| Piros  | Nem kvalifikálta magát (Nk)                   |
| Fekete | Diszkvalifikálták (Kiz)                       |
| Fehér  | Nem indult (Ni)                               |
| Fehér  | Visszavonult (WD)                             |
| Fehér  | Verseny törölve (C)                           |
| Üres   | Nem vett részt                                |
| Üres   | Kizárt (EX)                                   |

| Vasárnapi TCR japán sorozat | Vasárnapi TCR japán sorozat | Vasárnapi TCR japán sorozat | Vasárnapi TCR japán sorozat | Vasárnapi TCR japán sorozat | Vasárnapi TCR japán sorozat | Vasárnapi TCR japán sorozat | Vasárnapi TCR japán sorozat |
| Poz.                        | Versenyző                   | ATP                         | SUG                         | FUJ                         | OKA                         | SUZ                         | Pont                        |
| --------------------------- | --------------------------- | --------------------------- | --------------------------- | --------------------------- | --------------------------- | --------------------------- | --------------------------- |
| 1.                          | Macumotó Takesi             | 3                           | 25                          | 32                          | 45                          | 21                          | 89                          |
| 2.                          | Kanamaru Jú                 | 13                          | Ki4                         | 1                           | 54                          | 93                          | 77                          |
| 3.                          | Maedzsima Sudzsi            | 8                           | 12                          | 25                          | 2                           | 11                          | 75                          |
| 4.                          | Matthew Howson              | 2                           | 93                          | Ki3                         | 6                           | 1                           | 67                          |
| 5.                          | Micujama Sogó               | 4                           | 3                           | 4                           | 3                           | 6                           | 67                          |
| 6.                          | 'Hirobon'                   | 65                          | 4                           | 5                           | 13                          | 34                          | 48                          |
| 7.                          | Sinohara Takuró             | Ki1                         | Ki1                         | 7                           | 1                           |                             | 46                          |
| 8.                          | Sioja Resszu                | 54                          | 11                          | 15                          | 11                          | 4                           | 24                          |
| 9.                          | 'Yoshiki'                   | 9                           | 5                           | 8                           | 8                           | Ki                          | 20                          |
| 10.                         | 'Kenji'                     | 10                          | 6                           | 11                          | 12                          | 8                           | 13                          |
| 11.                         | Tanigucsi Jukinori          | 7                           | 13†                         | 12                          | 7                           | Ki                          | 12                          |
| 12.                         | Philippe Devesa             |                             |                             |                             |                             | 5                           | 10                          |
| 13.                         | Ueda Maszajuki              | 11                          | 10                          | 10                          | 9                           | 7                           | 10                          |
| 14.                         | Paul Ip                     |                             |                             | 6                           | 14                          | 13                          | 8                           |
| 15.                         | Szató Dzsun                 | 12                          | 7                           | 9                           | 15                          | Ki                          | 8                           |
| 16.                         | 'Mototino'                  | 13                          | 8                           | 14                          | 10                          | 10                          | 6                           |
| 17.                         | Makinó Dzsun                | 14                          | 12                          | 13                          | 16                          | 12                          | 0                           |
| 18.                         | Nakahara Hideki             |                             |                             | 16                          |                             |                             | 0                           |
| Poz.                        | Versenyző                   | ATP                         | SUG                         | FUJ                         | OKA                         | SUZ                         | Pont                        |

| Szín   | Eredmény                                      |
| ------ | --------------------------------------------- |
| Arany  | Győztes                                       |
| Ezüst  | 2. helyezett                                  |
| Bronz  | 3. helyezett                                  |
| Zöld   | Pontot szerzett                               |
| Kék    | Pont nélkül vagy helyezetlenül ért célba (Hn) |
| Lila   | Nem ért célba (Ki)                            |
| Piros  | Nem kvalifikálta magát (Nk)                   |
| Fekete | Diszkvalifikálták (Kiz)                       |
| Fehér  | Nem indult (Ni)                               |
| Fehér  | Visszavonult (WD)                             |
| Fehér  | Verseny törölve (C)                           |
| Üres   | Nem vett részt                                |
| Üres   | Kizárt (EX)                                   |

- † – Kiesett, azonban teljesítette a teljes versenytáv 75%-át, így eredményét értékelték.

#### Gentleman bajnokság
| Szombati TCR japán sorozat | Szombati TCR japán sorozat | Szombati TCR japán sorozat | Szombati TCR japán sorozat | Szombati TCR japán sorozat | Szombati TCR japán sorozat | Szombati TCR japán sorozat | Szombati TCR japán sorozat |
| Poz.                       | Versenyző                  | ATP                        | SUG                        | FUJ                        | OKA                        | SUZ                        | Pont                       |
| -------------------------- | -------------------------- | -------------------------- | -------------------------- | -------------------------- | -------------------------- | -------------------------- | -------------------------- |
| 1.                         | Tanigucsi Jukinori         | 6                          | 5                          | 4                          | 7                          | 63                         | 111                        |
| 2.                         | 'Hirobon'                  | 8                          | 6                          | 4                          | 3                          | 4                          | 104                        |
| 3.                         | Maedzsima Sudzsi           | Ni                         | 72                         | 32                         | 72                         | 31                         | 98                         |
| 4.                         | 'Yoshiki'                  | 7                          | 9                          | 11                         | 8                          | 7                          | 65                         |
| 5.                         | Sioja Resszu               | 10                         | 8                          | Ki                         | 5                          | 5                          | 61                         |
| 6.                         | Ueda Maszajuki             | 9                          | 10                         | 12                         | 10                         | 15                         | 32                         |
| 7.                         | 'Kenji'                    | 13                         | 11                         | 10                         | 11                         | 16                         | 30                         |
| 8.                         | 'Mototino'                 | 11                         | 12                         | 14                         | 9                          | 11                         | 24                         |
| 9.                         | Paul Ip                    |                            |                            | 8                          | 13                         | 105                        | 22                         |
| 10.                        | Szató Dzsun                | 12                         | 15                         | 13                         | 15                         | 9                          | 17                         |
| 11.                        | Philippe Devesa            |                            |                            |                            |                            | 8                          | 8                          |
| 12.                        | Makinó Dzsun               | 14                         | 13                         | 15                         | 14                         | 12                         | 7                          |
| 13.                        | Nakahara Hideki            |                            |                            | 16                         |                            |                            | 0                          |
| Poz.                       | Versenyző                  | ATP                        | SUG                        | FUJ                        | OKA                        | SUZ                        | Pont                       |

| Vasárnapi TCR japán sorozat | Vasárnapi TCR japán sorozat | Vasárnapi TCR japán sorozat | Vasárnapi TCR japán sorozat | Vasárnapi TCR japán sorozat | Vasárnapi TCR japán sorozat | Vasárnapi TCR japán sorozat | Vasárnapi TCR japán sorozat |
| Poz.                        | Versenyző                   | ATP                         | SUG                         | FUJ                         | OKA                         | SUZ                         | Pont                        |
| --------------------------- | --------------------------- | --------------------------- | --------------------------- | --------------------------- | --------------------------- | --------------------------- | --------------------------- |
| 1.                          | Maedzsima Sudzsi            | 8                           | 12                          | 25                          | 2                           | 11                          | 114                         |
| 2.                          | 'Hirobon'                   | 65                          | 4                           | 5                           | 13                          | 34                          | 102                         |
| 8.                          | Sioja Resszu                | 54                          | 11                          | 15                          | 11                          | 4                           | 63                          |
| 4.                          | 'Yoshiki'                   | 9                           | 5                           | 8                           | 8                           | Ki                          | 58                          |
| 5.                          | Tanigucsi Jukinori          | 7                           | 13†                         | 12                          | 7                           | Ki                          | 53                          |
| 6.                          | Ueda Maszajuki              | 11                          | 10                          | 10                          | 9                           | 7                           | 48                          |
| 7.                          | 'Kenji'                     | 10                          | 6                           | 11                          | 12                          | 8                           | 43                          |
| 8.                          | 'Mototino'                  | 13                          | 8                           | 14                          | 10                          | 10                          | 29                          |
| 9.                          | Szató Dzsun                 | 12                          | 7                           | 9                           | 15                          | Ki                          | 26                          |
| 10.                         | Paul Ip                     |                             |                             | 6                           | 14                          | 13                          | 20                          |
| 11.                         | Philippe Devesa             |                             |                             |                             |                             | 5                           | 15                          |
| 12.                         | Makinó Dzsun                | 14                          | 12                          | 13                          | 16                          | 12                          | 9                           |
| 18.                         | Nakahara Hideki             |                             |                             | 16                          |                             |                             | 0                           |
| Poz.                        | Versenyző                   | ATP                         | SUG                         | FUJ                         | OKA                         | SUZ                         | Pont                        |

| Szín   | Eredmény                                      |
| ------ | --------------------------------------------- |
| Arany  | Győztes                                       |
| Ezüst  | 2. helyezett                                  |
| Bronz  | 3. helyezett                                  |
| Zöld   | Pontot szerzett                               |
| Kék    | Pont nélkül vagy helyezetlenül ért célba (Hn) |
| Lila   | Nem ért célba (Ki)                            |
| Piros  | Nem kvalifikálta magát (Nk)                   |
| Fekete | Diszkvalifikálták (Kiz)                       |
| Fehér  | Nem indult (Ni)                               |
| Fehér  | Visszavonult (WD)                             |
| Fehér  | Verseny törölve (C)                           |
| Üres   | Nem vett részt                                |
| Üres   | Kizárt (EX)                                   |

| Vasárnapi TCR japán sorozat | Vasárnapi TCR japán sorozat | Vasárnapi TCR japán sorozat | Vasárnapi TCR japán sorozat | Vasárnapi TCR japán sorozat | Vasárnapi TCR japán sorozat | Vasárnapi TCR japán sorozat | Vasárnapi TCR japán sorozat |
| Poz.                        | Versenyző                   | ATP                         | SUG                         | FUJ                         | OKA                         | SUZ                         | Pont                        |
| --------------------------- | --------------------------- | --------------------------- | --------------------------- | --------------------------- | --------------------------- | --------------------------- | --------------------------- |
| 1.                          | Maedzsima Sudzsi            | 8                           | 12                          | 25                          | 2                           | 11                          | 114                         |
| 2.                          | 'Hirobon'                   | 65                          | 4                           | 5                           | 13                          | 34                          | 102                         |
| 8.                          | Sioja Resszu                | 54                          | 11                          | 15                          | 11                          | 4                           | 63                          |
| 4.                          | 'Yoshiki'                   | 9                           | 5                           | 8                           | 8                           | Ki                          | 58                          |
| 5.                          | Tanigucsi Jukinori          | 7                           | 13†                         | 12                          | 7                           | Ki                          | 53                          |
| 6.                          | Ueda Maszajuki              | 11                          | 10                          | 10                          | 9                           | 7                           | 48                          |
| 7.                          | 'Kenji'                     | 10                          | 6                           | 11                          | 12                          | 8                           | 43                          |
| 8.                          | 'Mototino'                  | 13                          | 8                           | 14                          | 10                          | 10                          | 29                          |
| 9.                          | Szató Dzsun                 | 12                          | 7                           | 9                           | 15                          | Ki                          | 26                          |
| 10.                         | Paul Ip                     |                             |                             | 6                           | 14                          | 13                          | 20                          |
| 11.                         | Philippe Devesa             |                             |                             |                             |                             | 5                           | 15                          |
| 12.                         | Makinó Dzsun                | 14                          | 12                          | 13                          | 16                          | 12                          | 9                           |
| 18.                         | Nakahara Hideki             |                             |                             | 16                          |                             |                             | 0                           |
| Poz.                        | Versenyző                   | ATP                         | SUG                         | FUJ                         | OKA                         | SUZ                         | Pont                        |

| Szín   | Eredmény                                      |
| ------ | --------------------------------------------- |
| Arany  | Győztes                                       |
| Ezüst  | 2. helyezett                                  |
| Bronz  | 3. helyezett                                  |
| Zöld   | Pontot szerzett                               |
| Kék    | Pont nélkül vagy helyezetlenül ért célba (Hn) |
| Lila   | Nem ért célba (Ki)                            |
| Piros  | Nem kvalifikálta magát (Nk)                   |
| Fekete | Diszkvalifikálták (Kiz)                       |
| Fehér  | Nem indult (Ni)                               |
| Fehér  | Visszavonult (WD)                             |
| Fehér  | Verseny törölve (C)                           |
| Üres   | Nem vett részt                                |
| Üres   | Kizárt (EX)                                   |

- † – Kiesett, azonban teljesítette a teljes versenytáv 75%-át, így eredményét értékelték.

### Csapat bajnokság
| Poz. | Csapat                                         | #   | ATP | ATP | SUG | SUG | FUJ | FUJ | OKA  | OKA | SUZ | SUZ | Pont |
| ---- | ---------------------------------------------- | --- | --- | --- | --- | --- | --- | --- | ---- | --- | --- | --- | ---- |
| 1.   | KCMG                                           | 18  | 1   | 2   | 35  | 93  | 64  | Ki  | 64   | 6   | 24  | 1   | 155  |
| 2.   | Volkswagen Wakayama Chuo RT with TEAM Wakayama | 25  | 5   | 3   | 4   | 25  | 2   | 32  | 2    | 45  | 133 | 21  | 153  |
| 3.   | Team GOH Models                                | 5   | 3   | 13  | 14  | Ki4 | 15  | 1   | Kiz5 | 54  | 1   | 93  | 152  |
| 4.   | GO&FUN-SquadraCorse                            | 33  | Ni  | 8   | 72  | 12  | 32  | 25  | 72   | 2   | 34  | 11  | 131  |
| 5.   | Hitotsuyama Racing                             | 21  | 2   | Ki1 | 21  | Ki1 | 91  | 7   | 1    | 1   |     |     | 128  |
| 6.   | Saitama Toyopet GreenBrave                     | 52  | 4   | 4   | 13  | 3   | 53  | 4   | 123  | 3   | 14  | 6   | 125  |
| 7.   | Birth Racing Project HITMAN ANDARE             | 19  | 8   | 65  | 6   | 4   | 4   | 5   | 3    | 13  | 4   | 34  | 99   |
| 8.   | KCMG                                           | 72  | 6   | 7   | 5   | 13† | 7   | 12  | 4    | 7   | 6   | Ki  | 56   |
| 9.   | TEAM G/MOTION                                  | 62  | 10  | 54  | 8   | 11  | Ki  | 15  | 5    | 11  | 5   | 4   | 49   |
| 10.  | PURPLE RACING                                  | 23  | 7   | 9   | 9   | 5   | 11  | 8   | 8    | 8   | 7   | Ki  | 38   |
| 11.  | Adenau Racing                                  | 30  |     |     |     |     |     |     |      |     | 8   | 5   | 14   |
| 12.  | PURPLE Racing                                  | 24  | 13  | 10  | 11  | 6   | 10  | 11  | 11   | 12  | 16  | 8   | 14   |
| 13.  | KCMG                                           | 22  |     |     |     |     | 8   | 6   | 13   | 14  | 105 | 13  | 14   |
| 14.  | Birth Racing Project RN Sport Audi Mie         | 190 | 9   | 11  | 10  | 10  | 12  | 10  | 10   | 9   | 15  | 7   | 14   |
| 15.  | Adenau                                         | 10  | 12  | 12  | 15  | 7   | 13  | 9   | 15   | 15  | 9   | Ki  | 10   |
| 16.  | 55 MOTO RACING                                 | 55  | 11  | 13  | 12  | 8   | 14  | 14  | 9    | 10  | 11  | 10  | 8    |
| 17.  | Nilzz Racing                                   | 7   | 14  | 14  | 13  | 12  | 15  | 13  | 14   | 16  | 12  | 12  | 0    |
| 18.  | Hitotsuyama Racing                             | 101 |     |     |     |     | 16  | 16  |      |     |     |     | 0    |
| Poz. | Csapat                                         | #   | ATP | ATP | SUG | SUG | FUJ | FUJ | OKA  | OKA | SUZ | SUZ | Pont |

| Szín   | Eredmény                                      |
| ------ | --------------------------------------------- |
| Arany  | Győztes                                       |
| Ezüst  | 2. helyezett                                  |
| Bronz  | 3. helyezett                                  |
| Zöld   | Pontot szerzett                               |
| Kék    | Pont nélkül vagy helyezetlenül ért célba (Hn) |
| Lila   | Nem ért célba (Ki)                            |
| Piros  | Nem kvalifikálta magát (Nk)                   |
| Fekete | Diszkvalifikálták (Kiz)                       |
| Fehér  | Nem indult (Ni)                               |
| Fehér  | Visszavonult (WD)                             |
| Fehér  | Verseny törölve (C)                           |
| Üres   | Nem vett részt                                |
| Üres   | Kizárt (EX)                                   |

- † – Kiesett, azonban teljesítette a teljes versenytáv 75%-át, így eredményét értékelték.

## Fordítás
Ez a szócikk részben vagy egészben a 2019 TCR Japan Touring Car Series című angol Wikipédia-szócikk ezen változatának fordításán alapul.  Az eredeti cikk szerkesztőit annak laptörténete sorolja fel. Ez a jelzés csupán a megfogalmazás eredetét és a szerzői jogokat jelzi, nem szolgál a cikkben szereplő információk forrásmegjelöléseként.